# Einsilbler
Ein Einsilbler (auch Einsilber oder Monosyllabum genannt) ist in der Linguistik ein Wort, das aus einer Silbe besteht, im Deutschen zum Beispiel Blech (Substantiv), sein (Verb), lang (Adjektiv), wir (Pronomen), das (Artikel), dort (Adverb) oder ja (Antwortpartikel).

## Zur Silbenstruktur
Die einzelnen Sprachen unterscheiden sich hinsichtlich der jeweils erlaubten Silbenstrukturen, womit der Aufbau der Silben aus den Lauten der Sprache gemeint ist. Für das Deutsche gilt, dass die Silbe im Anfangsrand bis zu 3 und im Endrand bis zu 4 Konsonanten enthalten kann. Solche Konsonantenhäufungen im Anfangs- oder Endrand der Silbe sind in vielen Sprachen nicht erlaubt. Dies ist der Grund, weshalb zum Beispiel im Japanischen aus dem deutschen Wort „Rucksack“ das Fremdwort „ryukkusakku“ geworden ist.

## Vorkommen in Texten und im Wörterbuch
In vielen Sprachen kann man beobachten, dass die Einsilbler in Texten häufiger vorkommen als Wörter mit 2, 3 oder mehr Silben. Dies gilt auch für das Deutsche. Dies gilt für Sprachen, die zum analytischen Sprachtyp neigen; bei stärker synthetischen Sprachen wie zum Beispiel dem Finnischen oder Lateinischen sind in der Regel die zwei- und dreisilbigen Wörter häufiger. Die Häufigkeit, mit der Einsilbler im Verhältnis zu Wörtern anderer Länge in Texten auftreten, regelt sich nach dem Gesetz der Verteilung von Wortlängen.
Die Vorkommen von Einsilblern in Wörterbüchern sind wie folgt zu beobachten: Im Frequenzwörterbuch des Deutschen, das ja die Verhältnisse in Texten abbildet, sind ebenfalls die Einsilbler am häufigsten; in alphabetisch geordneten Wörterbüchern dagegen sind im Deutschen die dreisilbigen Wörter am häufigsten. Das Gleiche gilt für das alphabetisch geordnete Wörterbuch des Niederländischen und des Ungarischen.
Die Analyse eines Aussprachewörterbuchs des Deutschen mit 20453 Stichwörtern ergab, dass darunter 2245 einsilbige Wörter vorkommen.
Betrachtet man die unterschiedlichen Längen von Silben, gemessen etwa nach der Zahl der Phoneme je Silbe, so folgen diese dem Gesetz der Verteilung von Silbenlängen. Für das Deutsche wurde beobachtet, dass Silben zwischen 1 und 6 Phonemen enthalten können. In den slawischen Sprachen wurden unterschiedliche Beobachtungen gemacht; so fanden sich in altkirchenslawischen Texten bis zu 4 Phoneme je Silbe, im Bulgarischen bis zu 5 sowie im Russischen und Slowenischen bis zu 6 Phoneme je Silbe.